# Solemya tagiri
Solemya tagiri is een tweekleppigensoort uit de familie van de Solemyidae. De wetenschappelijke naam van de soort is voor het eerst geldig gepubliceerd in 2004 door Okutani, Hashimoto & Miura.